# Јасеновац (Босански Петровац)
Јасеновац је насељено мјесто у Босни и Херцеговини у Општини Босански Петровац које административно припада Федерацији Босне и Херцеговине. Према попису становништва из 1991. у насељу је живјело 430 становника.

## Становништво
| Националност       | 1991. | 1981. | 1971. | 1961. |
| Срби               | 424   |       |       |       |
| Југословени        | 4     |       |       |       |
| остали и непознато | 2     |       |       |       |
| Укупно             | 430   | '     | '     | '     |

| Демографија | Демографија | Демографија |
| Година      | Становника  | Становника  |
| ----------- | ----------- | ----------- |
| 1961.       | 575         |             |
| 1971.       | 553         |             |
| 1981.       | 490         |             |
| 1991.       | 430         |             |

## Знамените личности
- Миле Латиновић, народни херој Југославије.
- Душан Бањац, пуковник Војске Републике Српске.